# Otto Misbach
Otto Carl Eduard Misbach (* 16. Mai 1872 in Dresden; † 8. Oktober 1959 in Frankfurt am Main) war ein deutscher Gewerkschaftsfunktionär und Mitglied des Provinziallandtages der Provinz Hessen-Nassau.

## Leben
Nach seiner Schulausbildung absolvierte Otto Misbach eine Lehre als Holzbildhauer und zog nach der Gesellenprüfung auf Wanderschaft durch Deutschland und die Schweiz. 
1899 nahm er in Frankfurt am Main einen Wohnsitz und wurde dort 1902 Gewerkschaftssekretär.
1905 verzog er nach Berlin und erhielt die Position des Zweiten Vorsitzenden im „Zentralverband des Holzarbeiterverbandes“.
1917/1917 war er SPD-Bezirksvorsitzender in Berlin-Karlshorst und danach Vorsitzender der Arbeiter-Zeitung Vorwärts.
Von 1920 an war er hauptamtlicher Gewerkschaftssekretär und Vorsitzender des Ortsausschusses des Allgemeinen Deutschen Gewerkschaftsbundes in Frankfurt. 
Von 1928 bis 1933 war er dort Mitglied der Stadtverordnetenversammlung und betätigte sich im sozial- und wirtschaftspolitischen Ausschuss sowie in der Theaterdeputation.
1933 erhielt er ein Mandat für den Nassauischen Kommunallandtag bzw. für den Provinziallandtag der Provinz Hessen-Nassau. Bereits im Juli wurde dieses Mandat aberkannt, nachdem er zuvor am 19. April 1933 vor Beginn einer Sitzung des Provinziallandtages festgenommen und bis zum 21. April 1933 in Kassel inhaftiert wurde.
Im Zuge der Zerschlagung der Gewerkschaften durch die Nationalsozialisten wurde er am 2. Mai 1933 festgenommen und kam im Juni und im Oktober im Frankfurter Polizeigefängnis in Schutzhaft.
Im Juli 1933 wurde er durch die Deutsche Arbeitsfront fristlos aus der Gewerkschaft entlassen und zwangspensioniert. Fortan war er Rentner in Frankfurt. Im März 1944 zog er nach Pfungstadt, weil seine Wohnung durch Kriegseinwirkungen zerstört worden war. 
Nach dem Krieg galt sein Einsatz dem Wiederaufbau des Gewerkschaftsbundes. 1948 wurde er beim Vorstand des Freien Gewerkschaftsbundes angestellt.

## Auszeichnungen
- 6. September 1956 Ehrenplakette der Stadt Frankfurt am Main